# Héroes: Silencio y Rock & Roll
Héroes: Silencio y Rock & Roll es una película documental sobre música dirigida por Alexis Morante y estrenada en 2021. Trata sobre la historia de la agrupación musical Héroes del Silencio desde la creación de la banda hasta su ascenso al estrellato durante los años 80. La trama está contada en primera persona por los miembros de grupo: Enrique Bunbury, Juan Valdivia, Pedro Andreu y Joaquín Cardiel. Además, cuenta con material videográfico y fotográfico generado, en parte, por los propios integrantes del grupo durante sus ensayos, giras, grabaciones y momentos íntimos y cotidianos.

## Argumento
Héroes: Silencio y Rock & Roll es una película documental sobre la amistad, la música y el compromiso. Recorre en estricto orden cronológico la vida de la formación aragonesa desde su creación en 1984 hasta 1996, cuando el grupo se separó con un último concierto Los Ángeles. Además, la cinta cuenta la historia de Héroes del Silencio a través de sus protagonistas: los cuatro miembros de la banda (Enrique Bunbury, Juan Valdivia, Pedro Andreu y Joaquín Cardiel), cinco incluyendo a Alan Boguslavsky. Todos ellos narran las vivencias, las alegrías y las penas con la ayuda de Ignacio “Pito” Cubillas (exrepresentante) y Phil Manzanera, productor del segundo álbum Senderos de traición; pasando por sus intentos por alejarse de las comparaciones con otros grupos alternativos de la época, los rechazos que sufrieron en un principio por las productoras y la crítica, hasta llegar al reconocimiento tanto de los medios de comunicación como del público.
Asimismo, en el documental aparecen aquellos momentos delicados del grupo por los problemas provocados en ocasiones por las drogas, en otras por la convivencia y también por la presión sufrida en la necesidad del trabajo constante. Momentos narrados desde cada una de las perspectivas de cada integrante, de sus mánager y de sus productores, y problemas que derivaron en el adiós definitivo de la banda, cuando los miembros de Héroes del Silencio decidieron tomar rumbos distintos en la música.

## Reparto
En la película documental Héroes. Silencio y rock & roll intervienen Enrique Bunbury, Juan Valdivia, Joaquín Cardiel, Pedro Andreu, Alan Boguslavsky, Phil Manzanera, Matías Uribe, Ignacio Cubillas, Gustavo Montesano, Roberto Durruty, Diego A. Manrique y Sandro D'Angeli.

## Producción
El rodaje de Héroes. Silencio y rock & roll comenzó el 7 de octubre de 2018. Durante 10 días, se rodó en Zaragoza capital, así como en los municipios zaragozanos de Monegros y Tarazona. Además, la cinta también se filmó dos días en Madrid, otros dos en Los Ángeles y uno en Londres. La filmación concluyó el 14 de abril de 2019 y la fecha de producción es del 26 de noviembre de ese mismo año.

## Estreno
El documental Héroes. Silencio y rock & roll se estrenó el 23 de abril de 2021. Su lanzamiento tuvo lugar en la plataforma de streaming Netflix en castellano con la opción de subtítulos en árabe, inglés, francés y rumano. El largometraje obtuvo una recaudación de 3.909,40 €.

## Premios y nominaciones
XXXVI edición de los Premios Goya
| Categoría                 | Resultado |
| ------------------------- | --------- |
| Mejor película documental | Nominada  |

XXVII edición de los Premios Forqué
| Categoría                     | Resultado |
| ----------------------------- | --------- |
| Mejor largometraje documental | Nominado  |

XI edición de los Premios Simón
| Categoría                     | Candidato                      | Resultado |
| ----------------------------- | ------------------------------ | --------- |
| Mejor largometraje            | Héroes: Silencio y Rock & Roll | Ganador   |
| Mejor fotografía              | Sergio de Uña                  | Nominado  |
| Mejor dirección de producción | Raúl García Medrano            | Ganador   |
| Mejor montaje                 | Nacho Blasco                   | Ganador   |
| Mejor maquillaje y peluquería | Ana Bruned                     | Nominada  |
| Mejor sonido                  | Dani Orta                      | Ganador   |

I edición de los Premios Carmen
| Categoría       | Candidato      | Resultado |
| --------------- | -------------- | --------- |
| Mejor dirección | Alexis Morante | Nominado  |